# Alianza árabe-israelí contra Irán
La alianza árabe-israelí contra Irán o la Coalición israelí-sunita, también conocida como la Alianza israelí-sunita es un grupo de coordinación no oficial antiiraní en Asia Occidental, apoyado por los Estados Unidos. La coordinación se lleva a cabo a la luz de los intereses mutuos de seguridad regional de Israel y, en su mayoría, de los Estados árabes sunitas liderados por el Reino de Arabia Saudita, y su enfrentamiento contra los intereses iraníes en todo el Medio Oriente: el conflicto de poder entre Irán e Israel y el conflicto entre Irán y Arabia Saudita. Los estados árabes que participan en el grupo de coordinación son el núcleo del Consejo de Cooperación del Golfo. Entre ellos se incluyen Arabia Saudita, los Emiratos Árabes Unidos y Omán.
Delegaciones de alto nivel de Israel y Emiratos Árabes Unidos firmaron  un histórico acuerdo de paz negociado por Estados Unidos en la Casa Blanca. El ministro de Relaciones Exteriores de Baréin también asistió al evento y firmó su propio acuerdo para normalizar las relaciones con Israel.

## Formación
Se cree que las raíces de la alianza comenzaron en la década de 2000, debido a la importancia cada vez menor del conflicto israelí-palestino como un problema de división y tensiones mutuas con Irán. Para 2016, los estados del Consejo de Cooperación para los Estados Árabes del Golfo han buscado una cooperación económica y de seguridad reforzada con Israel, que está involucrado en su propia guerra subsidiaria con Irán.
La coalición surgió en noviembre de 2017, tras estrechar los lazos entre Israel y los Estados del Golfo y recibió una amplia atención de los medios a la luz de la Conferencia de Varsovia de febrero de 2019.

## Miembros
Además de Israel, los miembros del grupo de coordinación incluyen a Baréin, Arabia Saudita, Emiratos Árabes Unidos y Omán.